# Emelihter Kihleng
Emelihter Kihleng (* 20. Jahrhundert in Guam) ist eine mikronesische Dichterin. Sie ist die erste Mikronesin, die eine Sammlung an Gedichten in englischer Sprache veröffentlicht hat und eine der wenigen veröffentlichten mikronesischen Dichter.

## Leben
Geboren in Guam, erwarb Kihleng 2003 einen Master-Abschluss in kreativem Schreiben an der University of Hawaiʻi at Mānoa und unterrichtete anschließend Englisch als Zweitsprache am College of Micronesia in Pohnpei. 2015 promovierte sie in Pazifikstudien an der Victoria University of Wellington. Ihre Dissertation trug den Titel Menginpehn Lien Pohnpei: a poetic ethnography of urohs (Pohnpeian skirts).
Im Mai 2008 veröffentlichte sie ihre Gedichtsammlung My Urohs. Eine Vielzahl an Dichtern und Schriftstellern lobten ihr Werk, darunter Albert Wendt.
Kihleng erklärte, dass das Urohs "die Quintessenz des Kleides einer pohnpeianischen Frau als Symbol der pohnpeianischen Frauen und der pohnpeianischen Kultur ist. Ich wählte den Titel der Kollektion My Urohs [...], weil [...] die Essenz der Kollektion als Ganzes bunt, tragisch, schön, kolonialisiert und indigen zugleich ist".
Im Februar 2009 kündigten Kihleng und die Englisch-Professorin der University of Guam, Dr. Evelyn Flores, ihre Absicht an, die allererste Anthologie mikronesischer Literatur herauszugeben und riefen dazu auf, Beiträge von Autoren aus Guam, Palau, den Nördlichen Marianen, Nauru, Kiribati, den Marshall-Inseln und den Föderierten Staaten von Mikronesien einzureichen. Kihleng merkte an, dass, während Polynesien und Melanesien einen bemerkenswerten Einfluss auf die pazifische Literatur ausgeübt hätten, Mikronesien immer noch "unsichtbar" zu sein scheine. Die Anthologie erschien 2019 unter dem Titel Indigenous Literatures from Micronesia. 
Laut der University of Hawaiʻi at Mānoa handelt ihr Werk zum Großteil von der pohnpeiische Identität und Diaspora. Das Office of Insular Affairs, eine Abteilung des Innenministeriums der Vereinigten Staaten, beschreibt sie als "eine der begabtesten jungen Schriftstellerinnen im Pazifik".
Seit 2008 lebt Kihleng in Guam und arbeitet nach Angaben der US-Regierung "an der University of Guam's Violence Against Women Prevention Program".
2019/20 weilte sie zu einem Kurs für Museumswissenschaftler und Kuratoren in Hamburg. Dabei ging es ihr um die deutsche Kolonialgeschichte in der Region. Als Postdoc-Researcher beteiligte sie sich an dem Projekt Indigeneities in the 21st century der Ludwig-Maximilians-Universität München.